# Eva Dřízgová-Jirušová
Eva Dřízgová-Jirušová (* 22. července 1962 Boskovice) je česká operní pěvkyně, sopranistka a pedagožka, vedoucí katedry sólového zpěvu Fakulty umění na Ostravské univerzitě.

## Život
Vystudovala zpěv na konzervatoři v Brně. Sólovou dráhu začala ročním angažmá v Moravském divadle v Olomouci, od roku 1985 je sólistkou Národního divadla moravskoslezského v Ostravě.
Od roku 2000 vyučuje na Janáčkově konzervatoři v Ostravě a od roku 2008 také na katedře sólového zpěvu Fakulty umění Ostravské univerzity, kde získala nejprve titul MgA., v roce 2016 titul Ph.D. a v roce 2017 úspěšnou habilitací získala titul docentka. Mezi její žačky patří například Patricia Janečková nebo Veronika Rovná Holbová.

## Kariéra
Vedle svého angažmá v Státním divadle v Ostrava (později Národním divadle moravskoslezském) byla stálým hostem Národního divadla, Státní opery Praha a Národního divadla Brno a zpívala téměř ve všech zemích Evropy (turné po Finsku a Španělsku a četná vystoupení v Itálii, Vatikánu, Německu, Polsku, Estonsku a Beneluxu), ale také v Japonsku, kde se mimo jiné představila v titulní roli Janáčkových Příhod lišky Bystroušky v japonské premiéře této opery s Tokijským symfonickým orchestrem. Ve stejné roli spolupracovala v roce 2003 s milánskou Scalou. Z dalších zahraničních hostování stojí za zmínku především její vystoupení v salcburském Festspielhausu v Dvořákově Rusalce a Verdiho Traviatě (Violetta).
Důležité místo v jejím koncertním repertoáru zaujímají díla Bacha, Boccheriniho, Mozarta, Rossiniho, Verdiho, Dvořáka, Janáčka, Mahlera, Šostakoviče a řady dalších autorů. Významné je Massenetovo oratorium Máří Magdaléna se kterým v roce 1996 debutovala na festivalu Pražské jaro a později na festivalu Europäische Woche Passau.
Spolupracuje s předními českými orchestry včetně České filharmonie, FOK, Filharmonie Brno a Janáčkovy filharmonie Ostrava. Pravidelně hostuje u prestižních zahraničních orchestrů: Mnichovské filharmonie, Gürzenich Orchester Köln, Symfonického orchestru Carlo Coccia v Novaře, Varšavského rozhlasového orchestru, Estonské filharmonie v Talinu nebo Slovenské filharmonie.

### Výběr z rolí
řazeno chronologicky, dle archivu na webu NDM
- Vendulka (Bedřich Smetana: Hubička), Státní divadlo v Ostravě, 1984
- Jitka (Bedřich Smetana: Dalibor), Státní divadlo v Ostravě, 1984
- Adina (Gaetano Donizetti: Nápoj lásky), Státní divadlo v Ostravě, 1985
- Marina (Josef Ceremuga: Juraj Čup), Státní divadlo v Ostravě, 1986
- Mařenka (Bedřich Smetana: Prodaná nevěsta), Státní divadlo v Ostravě, 1987
- Rosina (Gioacchino Rossini: Lazebník sevillský), Státní divadlo v Ostravě, 1988
- Jenůfa (Leoš Janáček: Její pastorkyňa), Státní divadlo v Ostravě, 1988
- Frasquita (Georges Bizet: Carmen), Státní divadlo v Ostravě, 1989
- Rusalka (Antonín Dvořák: Rusalka), Státní divadlo v Ostravě, 1989
- Armida (Antonín Dvořák: Armida), Státní divadlo v Ostravě, 1991
- Pamina (W. A. Mozart: Kouzelná flétna), Státní divadlo v Ostravě, 1991
- Čo-Čo-San (Giacomo Puccini: Madame Butterfly), Státní divadlo v Ostravě, 1992
- Antonia (Jacques Offenbach: Hoffmannovy povídky), Státní divadlo v Ostravě, 1992
- Zuzanka (W. A. Mozart: Figarova svatba), Státní divadlo v Ostravě, 1992
- Violetta Valéry (Giuseppe Verdi: La Traviata), Státní divadlo v Ostravě, 1992
- Desdemona (Giuseppe Verdi: Othello), Státní divadlo v Ostravě, 1993
- Anička (Carl Maria von Weber: Čarostřelec), Státní divadlo v Ostravě, 1993
- Bystrouška (Leoš Janáček: Příhody lišky Bystroušky), Státní divadlo v Ostravě, 1994
- Leonora (Giuseppe Verdi: Trubadúr), Státní divadlo v Ostravě, 1995
- Mimi (Giacomo Puccini: Bohéma), Národní divadlo moravskoslezské, 1996
- Blonda (W. A. Mozart: Únos ze Serailu), Národní divadlo moravskoslezské, 1997
- Melisanda (Claude Debussy: Pelleas a Melisanda), Národní divadlo moravskoslezské, 1998
- Poluška (Leoš Janáček: Počátek románu), Národní divadlo moravskoslezské, 2000
- Kateřina (Leoš Janáček: Káťa Kabanová), Národní divadlo moravskoslezské, 2001
- Manon (Giacomo Puccini: Manon Lescaut), Národní divadlo moravskoslezské, 2006
- Roxane (Franco Alfano: Cyrano de Bergerac), Národní divadlo moravskoslezské, 2007
- Magda (Giacomo Puccini: Vlaštovka), Národní divadlo moravskoslezské, 2008
- Šárka (Leoš Janáček: Šárka), Národní divadlo moravskoslezské, 2010
- Elsa z Brabantu (Richard Wagner: Lohengrin), Národní divadlo moravskoslezské, 2013
- Ortensia (Bohuslav Martinů: Mirandolina), Národní divadlo moravskoslezské, 2013
- Jenovéfa (Robert Schumann: Jenovéfa), Národní divadlo moravskoslezské, 2014
- Hedvika (Bedřich Smetana: Čertova stěna), Národní divadlo moravskoslezské, 2014
- Maddalena z Coigny (Umberto Giordano: Andrea Chénier), Národní divadlo moravskoslezské, 2015

## Ocenění
Je dvojnásobnou nositelkou Ceny Thálie. Do užší nominace se dostala již za úlohu Bystroušky v roce 1994. První Thálii získala v roce 1996 za roli Mimi v opeře Bohéma od Giacoma Pucciniho, druhou v roce 1998 za roli Melisandy v opeře Claude Debussyho Pelleas a Melisanda.